# Sphaeramia nemanoptera
Sphaeramia nemanoptera  (лат.) — вид небольших морских рыб из семейства апогоновых (Apogonidae), обитающих в тропическом Тихом океане. Популярная аквариумная рыба.

## Описание
Тело высокое, оба спинных плавника, брюшные и анальный плавники вытянуты. Между первым спинным плавником и брюшными плавниками проходит широкая, тёмная полоса, которая делит тело на две половины. Передняя половина тела жёлтого, а задняя половина тела светло-серого цвета с постоянными коричневыми пятнами. Большие глаза красного цвета. Положение крупного рта верхнее. Второй спинной, анальный и хвостовой плавники прозрачные.

## Распространение
Вид распространён в западной части тропического Тихого океана, от острова Ява до островов Рюкю, Фиджи, Тонга и Большого Барьерного рифа. Обитает в лагунах и защищённых коралловых рифах между ветвями мадрепоровых кораллов (Porites nigrescens и Porites cylindrica) на глубине от 1 до 12 м.

## Образ жизни
Ведёт ночной образ жизни, питается зоопланктоном, охотясь близко ко дну.

## Размножение
Рыбы вынашивают икру во рту. В кладке примерно 320 яиц. Самец берёт икру в пасть и в течение 8—9 дней до появления личинок ничем не питается. Вылупившиеся личинки очень стройные, длиной 2 мм. Мальки окрашиваются при длине в 1 см.